# Stade départemental Yves-du-Manoir
Stade départemental Yves-du-Manoir (poprzednio Stade olympique Yves-du-Manoir, znany także jako Colombes) – stadion sportowy w Colombes. Główna arena igrzysk w Paryżu (1924) oraz stadion, na którym rozegrano finał piłkarskich mistrzostw świata w 1938.

## Historia
Stadion został wybudowany w 1907. Początkowo nosił nazwę Stade du Matin, następnie Stade de Colombes i Stade olympique de Colombes, by od 1928 do 2012 funkcjonować pod tą nazwą. W latach 1938–1972 mógł pomieścić 60 000 widzów. Podczas MŚ 38 rozegrano na nim trzy spotkania, w tym 19 czerwca mecz finałowy Włochy–Węgry (4:2). W 1938 roku obiekt był areną zmagań mężczyzn podczas lekkoatletycznych mistrzostw Europy.
W następnych dziesięcioleciach mecze na Colombes rozgrywały reprezentacje Francji: piłkarska i rugby. Odbywały się na nim także finały krajowych pucharów. 5 marca 1969 podczas meczu pomiędzy Ajaxem Amsterdam a Benficą Lizbona padł rekord frekwencji – pojedynek na stadionie oglądało 63 638 widzów.
Pozycję stracił na początku lat 70., kiedy w 1972 roku otwarto nowy Parc des Princes. Ostatni mecz na Colombes piłkarska reprezentacja rozegrała w 1975.
W związku z planem rozegrania na stadionie zawodów w hokeju na trawie podczas Letnich Igrzysk Olimpijskich 2024, w 2021 podjęto decyzję o modernizacji obiektu. W ramach kontraktu o wartości 101 milionów euro wybudowano nowe budynki oraz dokonano renowacji boisk sportowych. W wyniku modernizacji na stadionie znajdują się dwa syntetyczne boiska do hokeja na trawie, cztery boiska do piłki nożnej, trzy boiska do rugby oraz 200 metrowa bieżnia lekkoatletyczna. Historyczna część stadionu posiada trybuny mogące pomieścić 9500 osób, a wokół drugiego boiska hokejowego znajduje się 4000 miejsc.
Obecnie na stadionie mecze rozgrywa drużyna rugby, Racing 92 oraz piłkarska Racing Club de France Football.